# Lille Lilli-Ann fra Lillesand
«Lille Lilli-Ann fra Lillesand» —en español: «Pequeña Lilli-Ann de Lillesand»— es una canción compuesta por Arne Larsen, publicada en 1960 e interpretada en noruego por Nora Brockstedt. Participó en la primera edición del Melodi Grand Prix.

## Festival de Eurovisión

### Melodi Grand Prix 1960
Esta canción participó en el Melodi Grand Prix, celebrado en dos ocasiones ese año —la semifinal en el 2 de febrero y la final, presentada por Erik Diesen y Odd Gythe, el 20 de febrero—. La canción fue interpretada en undécimo lugar (último) el día de la semifinal por Inger Jacobsen, precedida por Jens Book-Jenssen con «En bukett anemoner». Finalmente, quedó en cuarto puesto de 11, con 28 puntos y pasando así a la final.
El día de la final, la canción fue interpretada en segundo lugar por Egil Ellingsen, precedida por Torhild Lindal con «Ny smart hatt» y seguida por Siss Hartmann con «En drøm er alt», finalizando en un quinto puesto de 6 con 64 puntos.